# Lukovîșce, Rohatîn
Lukovîșce (în ucraineană Луковище) este un sat în comuna Pidhoroddea din raionul Rohatîn, regiunea Ivano-Frankivsk, Ucraina.

## Demografie
Componența lingvistică a localității Lukovîșce
     Ucraineană (100%)
Conform recensământului din 2001, toată populația localității Lukovîșce era vorbitoare de ucraineană (100%).